# August Fryderyk Duranowski
August Fryderyk Duranowski, znany też jako August Durand (ur. 1770 w Warszawie, zm. 1834 w Strasburgu)  – polski skrzypek i kompozytor.

## Życiorys
Był synem Polki i osiadłego w Polsce francuskiego emigranta Duranda , koncertmistrza orkiestry dworskiej księcia Michała Kazimierza Ogińskiego w Słonimiu . Gry na skrzypcach uczył go najpierw ojciec, a następnie od 1787 studiował w Paryżu u Giovanniego Battisty Viottiego .
W 1790 przewodził orkiestrze opery w Brukseli. W latach 1794–1795 koncertował we Włoszech i Niemczech. W 1796 wstąpił do francuskiej armii . Wiadomo, że przez pewien czas był osadzony w więzieniu w Mediolanie . W latach 1809–1810 występował jako solista w Warszawie, gdzie mieszkał już od pewnego czasu. W ciągu następnych czterech lat koncertował w Lipsku, Dreźnie, Kassel, Frankfurcie, Moguncji, Darmstadt, Pradze i prawdopodobnie w Petersburgu . Po krótkim okresie sprawowania funkcji kapelmistrza orkiestr dworskich w Kassel i Aschaffenburgu (1812) osiadł na stałe w Strasburgu jako lider orkiestry teatralnej, wyjeżdżając od czasu do czasu na tournee do Niemiec i Francji .
Duranowski był jednym z najwybitniejszych skrzypków swoich czasów . Jego bezprecedensowy sukces jako wirtuoza należy przypisać niezwykłej technice, zwłaszcza w prowadzeniu melodii na tle pizzicata lewej ręki. Technika ta zafascynowała i zainspirowała młodego Paganiniego, który twierdził, że to Duranowski pokazał mu nowe możliwości w grze na skrzypcach .
Utwory Duranowskiego, skomponowane niemal wyłącznie na skrzypce, wykonywane były przez innych współczesnych mu skrzypków (zwłaszcza przez Stanisława Serwaczyńskiego w Polsce) i opublikowane w Lipsku, Offenbachu i Paryżu, często także w aranżacjach na różne instrumenty .
Skomponował m.in. Koncert skrzypcowy A-dur (op. 8), Wariacje na skrzypce i orkiestrę oraz fantazje, duety, etiudy .